# Ludovic Moyersoen

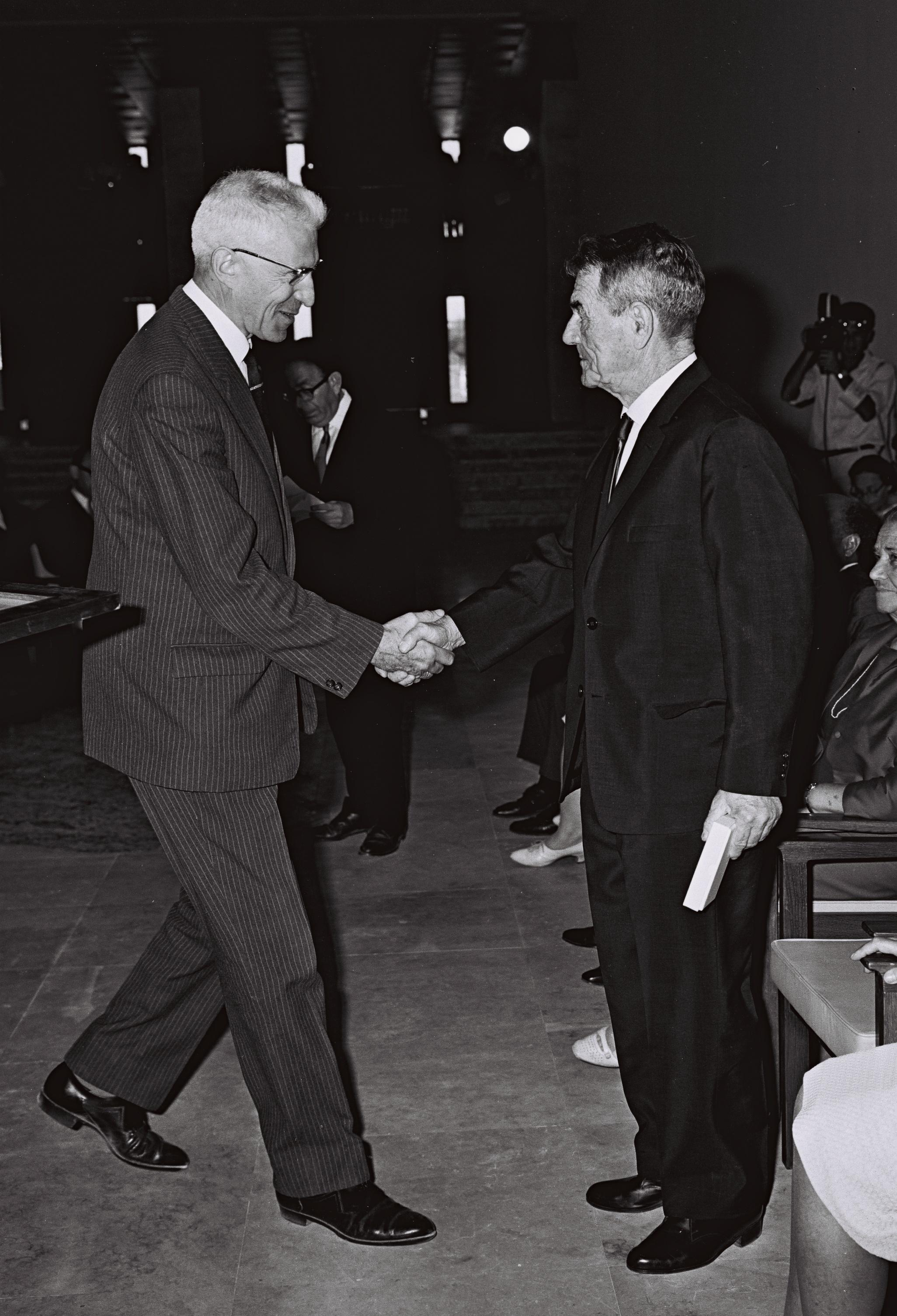
Ludovic Moyersoen und Kadish Luz am 31. August 1966

Ludovic Odilon Moyersoen (* 1. August 1904 in Aalst, Belgien; † 29. August 1992 ebenda) war ein belgischer Politiker.

## Leben
Moyersoen, Sohn des Bürgermeisters von Aalst, Ministers und Senatspräsidenten Romain Moyersoen, studierte nach dem Schulbesuch Rechtswissenschaften und schloss dieses Studium mit der Promotion zum Doktor der Rechtswissenschaften ab. Im Anschluss war er als Rechtsanwalt in Dendermonde tätig.
Seine politische Laufbahn begann er 1946 mit der Wahl zum Mitglied der Abgeordnetenkammer. In dieser vertrat er als Mitglied der Christlichen Volkspartei (Christelijke Volkspartij, CVP) bis 1968 das Arrondissement Aalst.
Im August 1950 wurde er von Premierminister Joseph Pholien zum Justizminister ernannt und behielt dieses Amt bis zum Ende von Pholiens Amtszeit im Januar 1952. Anschließend war er bis April 1954 Innenminister in der Regierung von Premierminister Jean Van Houtte.
Zuletzt war er im Kabinett von Premierminister Pierre Harmel zwischen Juli 1965 und März 1966 Verteidigungsminister.